# イヌワラビ
イヌワラビ（学名：Athyrium niponicum）とは、イワデンダ科のメシダ属に分類されている、シダの1種である。

## 分布
東アジア（日本列島、中国北部、朝鮮半島、台湾）に分布する。

## 特徴的なもの
落葉性の草本植物であり、葉は根茎から輪生する。野生の場合、葉の部分は長さ 25-40 cm・幅 15-25 cm の羽状で、長さ 4-9 cm・幅 2-3 cm の葉が 6-10 対ほど深く分かれて付き、葉は明るい緑色、茎は暗い赤茶である。胞子を作る胞子嚢が、全ての羽片の下面に位置する。
する。
- Pictum - 銀色がかった緑色の葉、明るい赤色の茎を持つ。Japanese Painted Fern とも呼ばれる。
- Red Beauty - 黄色の赤色の茎を持つ。
- Pictum Cristatum - トサカ状の葉を持つ。
- Metallicum - まだら状の葉を持つ。葉全体に銀色、緑色、赤色の部分が、まだら状に見られるという点が特徴である。

また、イヌワラビの近縁種のヘビノネゴザ（Athyrium yokoscense）は、重金属に汚染された強い毒性を持つ土壌で、他の植物では枯死するような汚染された土壌でも生育できる。このように、極めて強い重金属耐性を持つ事で知られる。バイオレメディエーション用とされ、重金属を蓄積する土壌浄化植物として利用される場合がある。